# Hugh Johnson (Kameramann)
Hugh Johnson (* 25. April 1946 in Navan, Irland; † 4. Juni 2015 in Los Angeles) war ein irischer Kameramann und Filmregisseur.

## Karriere
Johnson begann 1992 als Second Unit Director seine Filmkarriere und seit 1996 war er auch als Kameramann tätig. 1999 gab er sein Debüt als Regisseur mit dem Film Der Chill Faktor. 2006 agierte er in dem Fantasyfilm Eragon – Das Vermächtnis der Drachenreiter als Kameramann.
Er arbeitete auch immer wieder unter den Regisseuren  Ridley und Tony Scott als Second Unit Director und Kameramann, wie in White Squall – Reißende Strömung, Die Akte Jane, 1492 – Die Eroberung des Paradieses und Königreich der Himmel.

## Filmografie

### Filme als Kameramann
- 1996: White Squall – Reißende Strömung (White Squall)
- 1997: Die Akte Jane (G.I. Jane)
- 2004: Riddick: Chroniken eines Kriegers (The Chronicles of Riddick)
- 2006: Eragon – Das Vermächtnis der Drachenreiter (Eragon)
- 2008: Place of Darkness
- 2008: A Line in the Sand
- 2011: Two Friendly Ghosts
- 2011: Shinya Kimura

### Filme als Second Unit Director
- 1992: 1492 – Die Eroberung des Paradieses (1492: Conquest of Paradise)
- 1997: Die Akte Jane (G.I. Jane)
- 2005: Königreich der Himmel (Kingdom of Heaven)
- 2008: Place of Darkness

### Filme als Regisseur
- 1999: Der Chill Faktor (Chill Factor)